# Murad Umajánov
Murad Mustafáyevich Umajánov (en ruso: Мурад Мустафаевич Умаханов; Jasaviurt, 3 de enero de 1977) es un deportista ruso de origen avar que compitió en lucha libre. Su hermano Bagautdín compitió en el mismo deporte.
Participó en dos Juegos Olímpicos de Verano, obteniendo la medalla de oro en Sídney 2000, en la categoría de 63 kg; y el décimo lugar en Atenas 2004.
Ganó cuatro medallas en el Campeonato Europeo de Lucha entre los años 1997 y 2000.

## Palmarés internacional
| Juegos Olímpicos   | Juegos Olímpicos        | Juegos Olímpicos  | Juegos Olímpicos |
| Año                | Lugar                   | Medalla           | Categoría        |
| ------------------ | ----------------------- | ----------------- | ---------------- |
| 2000               | Sídney (Australia)      | Medalla de oro    | 63 kg            |
| Campeonato Europeo |                         |                   |                  |
| Año                | Lugar                   | Medalla           | Categoría        |
| 1997               | Varsovia (Polonia)      | Medalla de bronce | 58 kg            |
| 1998               | Bratislava (Eslovaquia) | Medalla de plata  | 58 kg            |
| 1999               | Minsk (Bielorrusia)     | Medalla de bronce | 63 kg            |
| 2000               | Budapest (Hungría)      | Medalla de oro    | 63 kg            |